# أليسون فرازير
أليسون فرازير (بالإنجليزية: Alison Fraser) هي مغنية وموسيقية وممثلة أمريكية، ولدت في 8 يوليو 1955 في ناتيك في الولايات المتحدة.

## ترشيحات
- جائزة توني عن فئة أفضل ممثلة في مسرحية موسيقية [الإنجليزية]‏ (1988)

## وصلات خارجية
- أليسون فرازير على موقع IMDb (الإنجليزية)
- أليسون فرازير على موقع ميوزك برينز (الإنجليزية)
- أليسون فرازير على موقع قاعدة بيانات برودواي على الإنترنت (الإنجليزية)
- أليسون فرازير على موقع قاعدة بيانات الفيلم (الإنجليزية)